# أيمي أليسون
أيمي أليسون (بالإنجليزية: Aimee Allison) هي مقدمة برامج إذاعية أمريكية، ولدت في 1969 في أنطاكية في تركيا.